# 21999 Disora
21999 Disora è un asteroide della fascia principale. Scoperto nel 1999, presenta un'orbita caratterizzata da un semiasse maggiore pari a 2,6599210 UA e da un'eccentricità di 0,1590969, inclinata di 14,31611° rispetto all'eclittica.
L'asteroide è dedicato all'astronomo italiano Mario Di Sora.